# II. Miksa Emánuel bajor választófejedelem
II. Miksa Emánuel bajor választófejedelem (Maximilian Emanuel Ludwig Maria Joseph Cajetan Antonius Nicolaus Franciscus Ignatius Felix, röviden: Max Emanuel Kurfürst von Bayern), (München, 1662. július 11. – München, 1726. február 26.), a Wittelsbach-házból származó bajor herceg, 1679–1706-ig és 1714–1726-ig Felső- és Alsó-Bajorország és Felső-Pfalz uralkodó hercege, Bajorország választófejedelme, a Német-római Birodalom főkamarása (Erztruchsess), császári tábornagy, sikeres hadvezér, aki 1683-ban részt vett a törököktől ostromolt Bécs felmentésében, majd főhadparancsokként a török ellen vezetett hadjáratokat Magyarországon. A császáriak 1688-ban az ő vezetésével foglalták el Nándorfehérvárt. 1692–1706-ig a Spanyol Németalföld királyi főkormányzója. A magyar történelmi munkákban gyakran Bajor Miksa, 19. századi leírásokban Miksa Manó néven is szerepel.

## Élete

### Származása, testvérei
Miksa Emánuel választófejedelmi herceg (Kurprinz) 1662-ben született Münchenben, szüleinek második gyermekeként. Édesapja a Wittelsbach-házból való Ferdinánd Mária bajor választófejedelem (1636–1679) volt, I. Miksa bajor választófejedelem (1573–1651) és Mária Anna osztrák főhercegnő (1610–1665) fia, II. Ferdinánd német-római császár unokája.
Édesanyja Henrietta Adelheid savoyai hercegnő (Adelaide Enrichetta di Savoia, 1636–1676) volt, I. Viktor Amadé savoyai herceg (1587–1637) és Krisztina Mária francia királyi hercegnő (1606–1663) leánya, IV. Henrik francia király unokája, XIII. Lajos király unokahúga.
Szülei házasságból nyolc testvér született, de csak négyen érték meg a felnőttkort:
- Mária Anna Krisztina Viktória (1660–1690), aki 1680-ban Châlons-sur-Marne-ban feleségül ment Lajos francia királyi herceghez (1661–1711), XIV. Lajos legidősebb fiához, a „Nagy Trónörököshöz” (le Grand Dauphin).
- Miksa Emánuel Mária Kajetán (1662–1726), II. Miksa Emánuel néven Bajorország választófejelme.
- Lujza Margit Antónia (1663–1665), kisgyermekként meghalt.
- Lajos Amadé Viktor (*/† 1665), kisgyermekként meghalt.
- Egy halva született fiú (*/† 1666).
- Kajetán Mária Ferenc (*/† 1670), születésekor meghalt.
- József Kelemen (1671–1723), 1688–tól Köln hercegérseke, választófejedelem.
- Jolánta (Violante) Beatrix (1673–1731), aki 1689-ben Firenzében feleségül ment Ferdinánd de’ Medici toszkánai trónörökös herceghez (1663–1713), III. Cosimo de’ Medici legidősebb fiához.

### Az ifjú választófejedelem
Miksa Emánuel 1679-ben, 17 évesen lett lépett apja örökébe. A kormányzati rendszert átalakította és francia mintára korszerűsítette. Apja, az elhunyt Ferdinánd Mária választófejedelem jelentősen felduzzasztotta az államkincstárat, ez Bajorországot kívánatos szövetségessé, Miksa Emánuelt vonzó „partivá” tette. Mindkét szomszédos nagyhatalom (Franciaország és a Habsburg Birodalom) uralkodója igyekezett elnyerni Miksa Emánuel barátságát. Mind XIV. Lajos, mind I. Lipót császár saját családjából ajánlott számára menyasszonyt. Miksa választása 1685-ben Mária Antónia főhercegnőre, Lipót császár leányára esett.
Miksa Emánuel változtatott a Bajor Választófejedelemség addigi külpolitikai irányvonalán. Apja, Ferdinánd Mária választófejedelem azon fáradozott, hogy országát kívül tartsa a nagyhatalmak konfliktusain. Miksa Emánuel viszont aktívan belevetette magát az európai hatalmi politikába, és offenzív módon törekedett a Wittelsbach-ház uralmának kiterjesztésére.

### Az első harcok a török ellen
Amikor 1683-ban a török haderő ostrom alá fogta Bécset, a szorongatott Lipót császár nem számíthatott a német fejedelmek segítségére. A birodalmi haderőt a Rajna mellett kellett állomásoztatni, mert tartani lehetett a jelentős katonai fölényben lévő Franciaország támadásától. A fiatal bajor választófejedelem a szorongatott Habsburg császár segítségére sietett. Lipót rajta kívül még Sobieski János lengyel királyt és Bádeni Lajos őrgrófot tudta megnyerni szövetségeséül. Miksa Emánuel csapatai, Lotaringiai Károly herceg parancsnoksága alatt szeptember 12-én részt vettek a kahlenbergi csatában, ahol a keresztény szövetségesek szétverték a török haderőt, és felmentették az ostromlott Bécset. Miksa Emánuel kitűnt vitézségével és bizonyította kiváló parancsnoki rátermettségét.
A bécsi győzelem után az udvar ugyanolyan konfliktuskerülő megoldást keresett, mint 20 évvel korábban a szentgotthárdi győzelem után, amikor ellentámadás helyett húsz évre békét kötöttek a törökkel. A bajor hadsereget a rajnai frontra küldték, a többi birodalmi segélyhad hazavonult. Kaunitz császári követ békeajánlatot tett Kara Musztafa nagyvezírnek, aki Győr térségében rendezte visszavonuló csapatait. Ő azonban a magyarok, így Thököly Imre támogatásában bízva újabb támadásra készült, de október 12-én Párkánynál súlyos vereséget szenvedett, majd október 28-án Esztergom várát is elvesztette. A győzelmek után a bécsi Haditanács már nem térhetett ki a magyarországi hadjárat híveinek követelése elől.
1684. július 15-én megkezdődött Buda ostroma, amelyet azonban rosszul készítettek elő. Sok időt töltöttek az ostrom környékének hadászati biztosításáért folyó harcokkal. A dunai átkelők (Visegrád, Vác, Pest) megszállása leapasztotta a fősereg létszámát. 1684. szeptember 13-án Miksa Emánuel visszaérkezett 8000 fős bajor seregével a Rajna mellől, de Bekri Musztafa felmentő serege 20 000 főnyi hadával – érdi veresége ellenére – folyamatosan támadta az ostromműveket. Lotaringiai Károly végül minden erőt egy helyre koncentrálva október 4-én rohamot indított a nagy déli rondella ellen, de a támadást visszaverték, a törökök visszafoglalták Pestet, a Dunán át élelmiszer- és emberutánpótlást juttattak a várba. Az Esterházy Pál nádor parancsnoksága alatt álló magyar katonaság az elmaradt zsold és rossz ellátás miatt október 26-án elhagyta a tábort. A kritikus helyzetben a császári hadvezetés november 3-án elrendelte a visszavonulást, Buda oszmán kézen maradt.

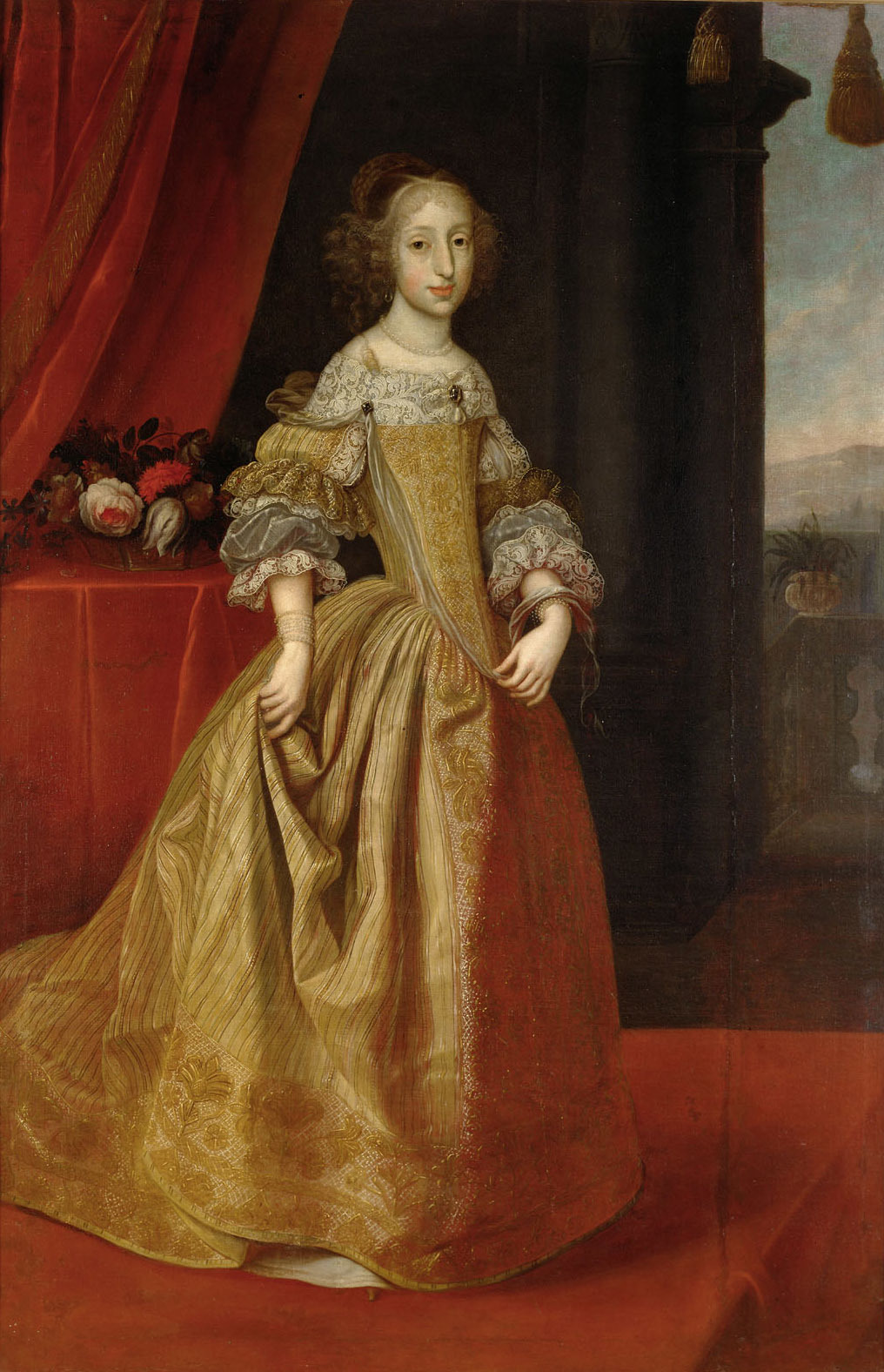
Mária Antónia osztrák főhercegnő, Miksa első felesége.

### Első házassága
Miksa Emánuel herceg 1685. július 15-én Bécsben feleségül vette Mária Antónia osztrák főhercegnőt (1669–1692), I. Lipót német-római császár és Margit Terézia spanyol infánsnő, császárné leányát, IV. Fülöp spanyol király unokáját.
Három fiúgyermekük született. Az első kettő, Lipót Ferdinánd (*/† 1689) és Antal (*/† 1690) a születésüket követő napokban meghaltak. A harmadik fiú, József Ferdinánd Lipót herceg (1692–1699) születését Mária Antónia hercegné csak néhány nappal élte túl.

### Háborúk a török ellen
Az előző év hadi sikereire (Kassa, Sárospatak, Regéc elfoglalására) építve Lotaringiai Károly herceg ismét Buda megostromlását javasolta. Ellenfele, Badeni Hermann, az Udvari Haditanács elnöke viszont inkább Székesfehérvár és Eger elfoglalását javasolta.  A császári tisztikar fiatal, sikeres parancsnokai sem voltak egy véleményen. A 23 éves Savoyai Jenő herceg és a 27 éves Lajos badeni őrgróf a fővezért támogatták. Az alig 24 éves Miksa Emánuel önálló fővezérségre áhítozott, ezért a Haditanács elnökét támogatta. Lotaringiai Károly azonban az utolsó pillanatban (május 31-én) egy vacsorán meggyőzte a császárt saját haditervének helyességéről, így ő maradt a fővezér.
A mellőzés miatt dühöngő Miksa Emánuel mindenáron hangsúlyozni akarta saját önállóságát. Csapatai 1686. június 5-én Komáromba érkeztek. Június 7-én Párkány mellett a fővezér megszemlélte a bajor csapatokat. A bajor gyalogság létszáma 12 000, a bajor lovasságé 9600 fő volt és további 8000 idegen katona állt a választófejedelem zsoldjában. Miksa Emánuel serege Komáromból június 13-án a Duna bal partján indult Buda felé. Dühében külön haditervet dolgozott ki, Hatvan várának bevételével akarta saját dicsőségét növelni, de június 15-én Vácot foglalta el, és mégis folytatta útját Pest felé. Lotaringiai Károly fővezér csapatai Párkánynál átkeltek a Dunán, és a jobb parton vonultak Buda felé.
1686. június 18-án körülzárták Budát. Okulva az 1684. évi tapasztalatokból ezúttal két irányból indították az ostromot. A fővezér, Lotaringiai Károly herceg 40 000 emberével (császáriakkal és brandenburgi segédcsapatokkal) a vár északi oldalán foglalt állást. Miksa Emánuel önálló parancsnokságot harcolt ki magának, az ő 21 000 főnyi bajor, szász és ausztriai katonasága a királyi palota alatt, a déli rondellánál sorakozott fel. Egy hónapon át építették az ostromműveket, aztán megkezdték a vár lövetését.
A három hónapon át folyó véres ostrom során két nagy rohamot indítottak, a védők mindkettőt véresen visszaverték. A bajorok augusztus 22-én elfoglalták az István-tornyot, de Iszmail pasa néhány nap múlva visszafoglalta azt, a császári tüzérség erre a török védőkkel együtt szétlőtte a tornyot. Szeptember 2-án elrendelték a harmadik, általános rohamot, amely sikert hozott, a vár néhány óra alatt elesett. A roham a tétlenül álló felmentő sereg és a nagyvezír szeme láttára folyt le. A vár parancsnoka, Abdurrahmán pasa a mai Hess András térnél harcolva esett el. A harcban és vár bevételét követő öldöklésben 4000 törököt öltek meg.
Lotaringiai Károly herceg háromnapos szabad rablással jutalmazta katonáit. Hatalmas tűzvész kerekedett, s a rommá lőtt, hullahegyekkel teli város végképp üszkös romhalmazzá változott. A keresztények rabszolgapiacot rendeztek be a budai táborban, török foglyok százait szállították azokba az európai királyságokba és fejedelemségekbe, ahonnan csapatok vettek részt Buda ostromában. Bajorországba 345 török került, nem számítva a Miksa Emánuel választófejedelem és a bajor főtisztek szolgáivá tett férfiakat, és az ágyasokká tett muszlim nőket.
1687. augusztus 12-én a nagyharsányi csatában (az 1526-os mohácsi csata színhelyének közelében) a Szent Liga csapatai, Lotaringiai Károly herceg és Miksa Emánuel választófejedelem vezetésével döntő vereséget mértek a törökökre. Egy év múlva, 1688. szeptember 6-án megostromolták és bevették a Délvidék legfontosabb erősségét, Nándorfehérvárt. A döntő rohamot maga Miksa Emánuel vezette. Hősies helytállása és hadvezéri képességei Európa-szerte ismertté tették, hírneve Bádeni Lajos őrgróffal, a „Török Lajos”-sal vetekedett. Köpenyének színéről „Kék Hercegnek” nevezték („der Blaue Kurfürst”). A császár főhadparancsnokká (Generalissimus) nevezte ki.

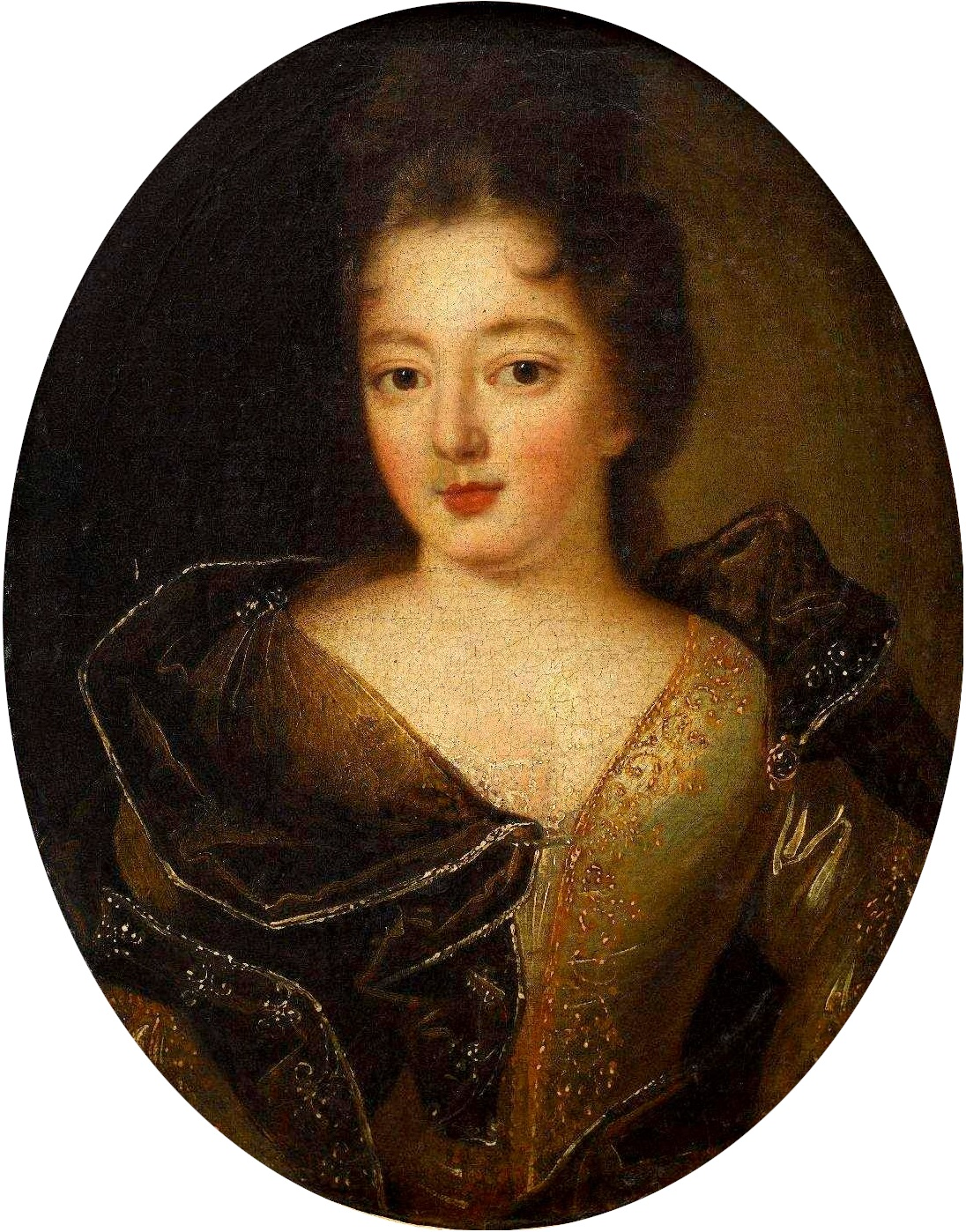
Sobieska Terézia Kinga lengyel királyi hercegnő

### Második házassága, gyermekei
Első feleségének halála után egy évvel, 1693 márciusában Miksa Emánuel eljegyezte Leopoldina Eleonóra pfalzi hercegnőt  (1679–1693), ő azonban három héttel később elhunyt.
Újabb két év múlva Miksa másodszor is megnősült. 1695. január 12-én Weselben feleségül vette Terézia Kinga lengyel királyi hercegnőt (Teresa Kunegunda Sobieska, 1676–1730), III. (Sobieski) János lengyel király és Mária Kazimira királyné (született Marie Casimire Louise de La Grange d’Arquien francia grófnő) leányát. A második házasságból tíz gyermek született, hatan érték meg a felnőttkort:
- Egy halva született fiú (1695).
- Maria Anna Karoline hercegnő (1696–1750), aki 1720-ban Therese Emanuele de corde Jesu néven belépett a klarissza apácák müncheni kolostorába.
- Károly Albert herceg (1697–1745), 1742-től haláláig VII. Károly néven német-római császár.
- Fülöp Móric Mária herceg (1698–1719), Paderborn és Münster posztumusz kinevezett püspöke (elhunytának híre még nem tudódott ki).
- Ferdinánd Mária Ince (1699–1738) császári tábornagy.
- Kelemen Ágost herceg (1700–1761), Köln hercegérseke és választófejedelme, a Német Lovagrend nagymestere, Hildesheim, Münster, Paderborn és Osnabrück hercegérseke.
- Vilmos herceg (1701–1704), kisgyermekként meghalt.
- Alajos János Adolf herceg (1702–1705), kisgyermekként meghalt.
- János Tivadar herceg (1703–1763) bíboros, Regensburg, Freising és Liège (Lüttich) hercegérseke.
- Miksa Emánuel Tamás herceg (1704–1709), kisgyermekként meghalt.

Házasságon kívül tartott két kegyencnőjétől még további három, törvénytelen gyermeke is született. Köztük a leghíresebb Emmanuel-François-Joseph de Bavière (1695–1747) volt, aki Anna Franziska de Louchier vallóniai nemes kisasszonytól (1660 k.–1717) született. Apja később, már választófejedelemként törvényesítette ezt a fiát, aki utóbb francia grófi címet nyert, és Villacerf márkijaként XV. Lajos francia király kiemelkedő hadvezére lett. Az osztrák örökösödési háborúban, a lauffeldi csatában esett el.

### Harca a spanyol örökségért
Miksa Emánuel választófejedelem 1692–1706 között a Spanyol-Németalföld királyi kormányzójaként Brüsszelben élt, első gyermekei is itt születtek. 1698-nam az utolsó spanyol Habsburg, a gyermektelen II. Károly spanyol király Miksa Emánuel legidősebb élő fiát, József Ferdinándot jelölte ki általános örökösévé, és Asztúria hercegévé emelte. József Ferdinánd 1699-ben, mindössze hatévesen váratlanul meghalt, a francia udvar véleménye szerint Bécsből küldött méreg végzett vele. Halála csapást mért a Wittelsbachok nagyhatalmi terveire.
1701-ben Miksa Emánuel egész családjával és helytartói udvartartásával együtt visszatért brüsszeli állomáshelyéről Münchenbe, és Franciaország oldalán belépett a spanyol örökösödési háborúba. A bajor hadsereg az angol–holland–osztrák szövetség ellen harcolt a spanyol örökség megszerzéséért, közben Miksa Emánuel továbbra is a Spanyol-Németalföld Habsburg királyi helytartója maradt.
1703-ban Villars francia marsall, a bajorokkal egyesülve visszafoglalta Landaut és Breisachot (amelyet az előző évben Badeni Lajos őrgróf szállt meg. A francia–bajor előnyomulás az osztrák örökös tartományokat fenyegette, ugyanakkor keleten, Magyarországon II. Rákóczi Ferenc – akinek udvarában Miksa saját nagykövetet tartott – elfoglalta a Felvidéket és Bécs felé haladt. A Tirol elfoglalására irányuló francia–bajor támadás azonban meghiúsult. 1704-ben Savoyai Jenő, Miksa Emánuel egykori magyarországi harcostársa és Marlborough hercege egyesítették haderőiket, és július 2-án Donauwörthnél vereséget mértek az egyesült francia–bajor hadseregre. 1704. augusztus 13-án a höchstädti csatában Miksa Emánuel hadserege döntő vereséget szenvedett Savoyai Jenőtől, a francia haderőt Marlborough hercege verte szét. Maga a francia fővezér, Tallard marsall is fogságba esett, Bajorország egész területe a győztesek kezébe került. Miksa országát (korábbi) apósának, I. Lipót császárnak csapatai szállták meg tíz évre.
Miksa Emánuel Brüsszelbe menekült, csapataival és öccsével, József Kelemen herceggel, Köln hercegérsekével és választófejedelmével együtt. 1706-ban a Német-Római Birodalomban törvényen kívülinek nyilvánították őt, öccsével együtt. Brüsszelben fogadta Rákóczi követét, Vetési Kökényesdi Lászlót (1680–1756), aki azzal a feladattal érkezett, hogy a császári seregben szolgáló magyar huszárokat átállásra bírja. Kökényesdi egyben a felkelt magyar rendek nevében felajánlotta Miksa Emánuelnek a magyar koronát. XIV. Lajos azonban, aki pontosan informálva volt a magyar felkelők helyzetéről és korlátozott lehetőségeiről, titokban óvta Miksát az ajánlat elfogadásától. Kökényesdinek azt is értésére adták, hogy a francia király csupán Erdély fejedelmének ismeri el Rákóczit, Magyarországénak nem, ezért Rákóczival nem fog szövetségre lépni. 1708. január 3-án Kökényesdi a flandriai Monsban Rákóczi nevében ismét felajánlotta Miksa Emánuelnek a magyar koronát, de néhány hónappal ez után a kuruc haderő a trencséni csatában döntő vereséget szenvedett.
A birodalmi átok (Reichsacht) miatt életük sem volt biztonságban, ezért Párizsba mentek, és 1715-ig XIV. Lajos francia király védőszárnyai alatt éltek. Bajorország régensi teendőit eközben felesége, Terézia Kinga látta el, de 1705-ben az osztrák megszállók elől Velencébe menekült. A megszálló Habsburg hatalom ellen Bajorországban több népi felkelés tört ki, ezeket az osztrákok véresen leverték, ilyen volt például az 1705. karácsonyi sendlingi mészárlás („Sendlinger Mordweihnacht”).
Miksa gyermekei Münchenben maradtak, őket 1706-ban I. József császár rendeletére Klagenfurtba, majd Grazba vitték, ahol császári felügyelet alatt a jezsuitáktól szigorú és alapos nevelést kaptak. József császár utódja, VI. Károly császár is fenntartotta ezt a rendelkezést. Miksa Emánuel és családja csak 1715 áprilisában, a háború végeztével térhettek haza Münchenbe.

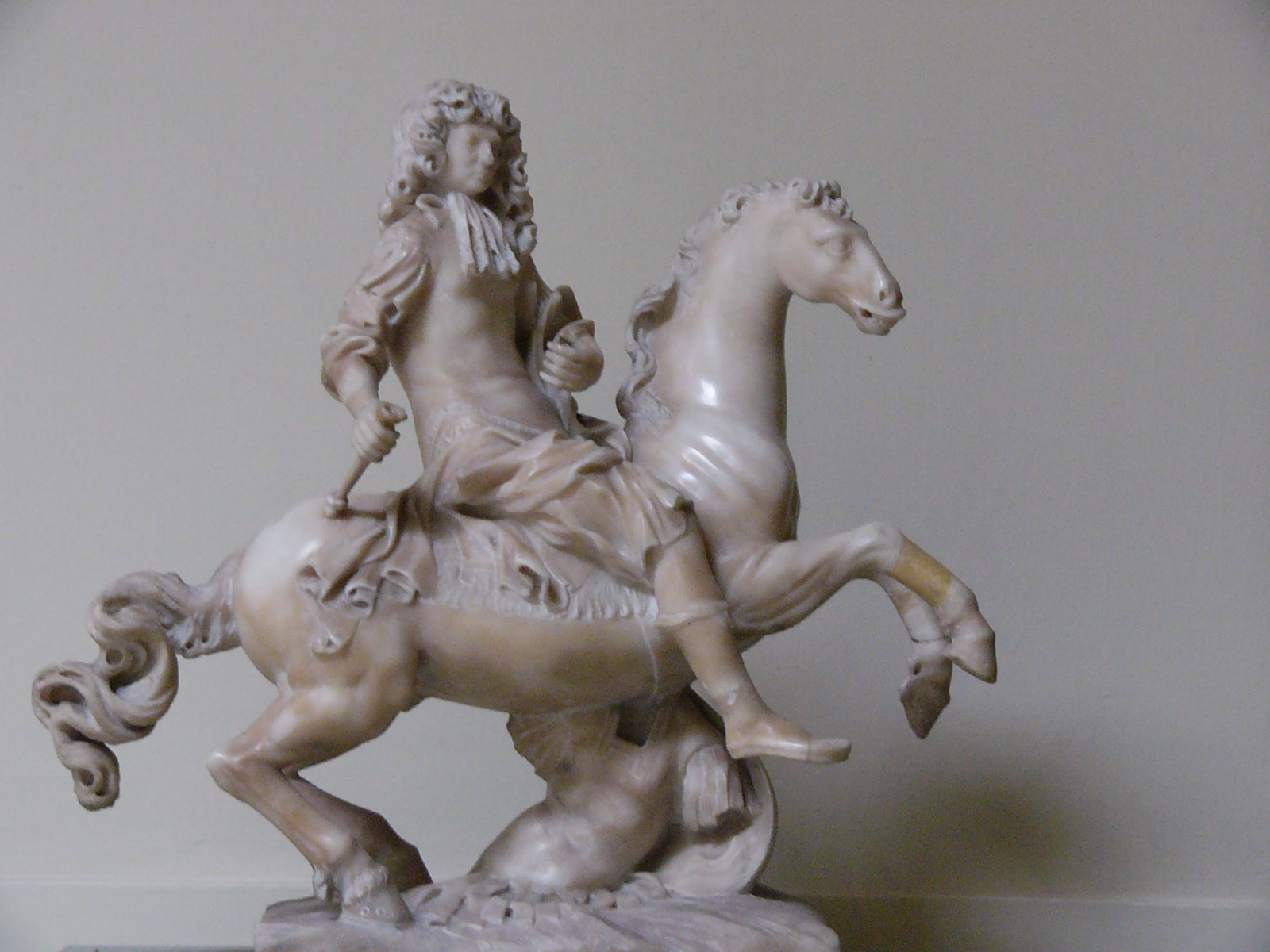
Miksa Emánuelről készült márvány kisplasztika
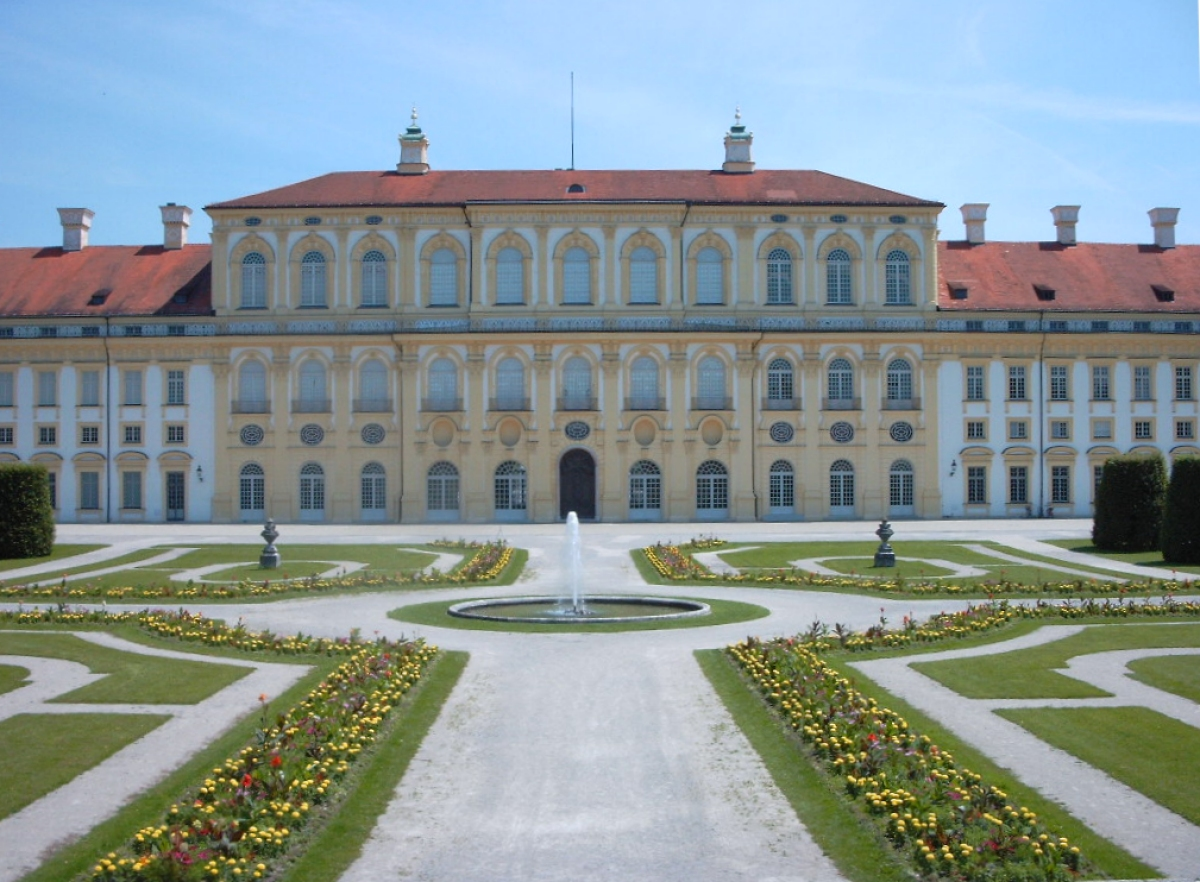
Schleissheim, az Új Kastély
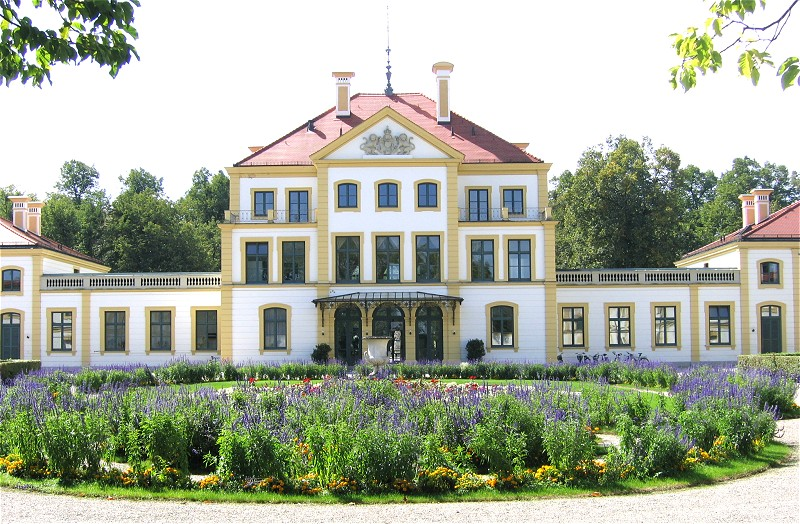
A fürstenriedi kastély

### A mecénás
A spanyol örökösödési háború után nyugodtabb évek következtek. Miksa Emánuel választófejelem folytatta a háború miatt félbemaradt építkezéseit. Felépült a schleissheimi Új Kastély, és a fürstenreidi fejedelmi kastély. Miksa műgyűjtőként is kitűnt. Még németalföldi helytartói működése alatt 90 000 brabanti guldenért 101 festményt, köztük 12 Rubens-művet gyűjtött össze. Ezek a festmények alapozták meg a későbbi müncheni Régi Képtár (Alte Pinakothek) gyűjteményét. Komoly összegekkel támogatta a képzőművészeket. (Giuseppe Volpini márvány kisplasztikája, amely Miksa Emánuel lovasszobrát mintázza, a budapesti Szépművészeti Múzeumban látható). Udvari zenészei számára a zeneszerszámokat Európa legjobb hangszerkészítőitől szerezte be, például Pierre Naust párizsi műhelyéből, aki a francia király udvari szállítója volt.

### Utolsó évei
Legidősebb élő fia és örököse, Károly Albert herceg 1722. október 5-én Bécsben feleségül vette Mária Amália osztrák főhercegnőt (1701–1756), I. József német-római császár leányát. II. Miksa Emánuel választófejedelem 1726-ban hunyt el Münchenben. A müncheni Szent Kajetán templom (Theatinerkirche) kriptájában temették el. Fia, Károly Albert folytatta apjának nagyhatalmi politikáját, és 1742-ben, az osztrák örökösödési háború során megszerezte a Német-római Birodalom császári koronáját is (VII. Károly császár néven).

## További irodalom
- Kalmár János ismertetője Köpeczi Béla: Vetési Kökényesdi László kuruc diplomata és a császár katonája (1680–1756) c. művéről, Magyar Tudomány, 2002/11. sz. Online változat (epa.oszk.hu)
- Ludwig Hüttl: Max Emanuel. Der Blaue Kurfürst 1679-1726. Eine politische Biographie, München, Süddeutscher Verlag, 1976. ISBN 3-7991-5863-4
- Christian Probst: Lieber bayrisch sterben. Der bayrische Volksaufstand der Jahre 1705 und 1706., München, Süddeutscher Verlag, 1978. ISBN 3-7991-5970-3
- Marcus Junkelmann: Kurfürst Max Emanuel von Bayern als Feldherr, München, Herbert Utz Verlag, 2000. ISBN 3-89675-731-8
- Galántay Ervin: Buda ostroma, 1686 – spanyol szemmel, Budapesti Negyed 29-30. sz. (2000/3-4.)

| Előző uralkodó: Ferdinánd Mária | Bajorország uralkodója 1679 – 1726 választófejedelemként Wittelsbach | Következő uralkodó: I. Károly Albert |

| Előző uralkodó: Francisco Antonio de Agurto | Spanyol-Németalföld főkormányzója 1692 – 1701 Habsburg-ház | Következő uralkodó: Isidoro de la Cueva y Benavides |

| Előző uralkodó: Isidoro de la Cueva y Benavides | Spanyol-Németalföld főkormányzója 1704 – 1706 Habsburg-ház | Következő uralkodó: Brit és holland katonai megszállás. |